# Lisbet Palmgren
Lisbet Birgitta Palmgren, folkbokförd Lisbeth Birgitta Palmgren, född 21 april 1928 i Stockholm, är en svensk psykiatriker, psykoterapeut, författare och professor sedan 1995. Hon var under flera år chef och överläkare på avdelningen för psykotiska patienter på Långbro sjukhus. Hon har skrivit flera böcker om att vårda psykotiska patienter.
Palmgren är dotter till konsthistorikern och konstkritikern Nils Palmgren samt syster till författaren och journalisten Siv Widerberg.